# Elezioni comunali in Sardegna del 2012
Le elezioni comunali in Sardegna del 2012 si tennero il 10 e 11 giugno (con ballottaggio il 24 e 25 giugno).

## Riepilogo Sindaci Eletti
| Provincia | Comune   | Sindaco uscente | Sindaco uscente    | Sindaco eletto | Sindaco eletto          | Primo turno | Primo turno             | Secondo turno | Secondo turno | Seggi   |   |   |         |
| --------- | -------- | --------------- | ------------------ | -------------- | ----------------------- | ----------- | ----------------------- | ------------- | ------------- | ------- | - | - | ------- |
| Provincia | Comune   | Cagliari        | Selargius          |                | Gianfranco Cappai (UdC) |             | Gianfranco Cappai (UdC) | 7.628         | 53,46         | Seggi   | _ | _ | 15 / 24 |
| Sassari   | Alghero  |                 | Marco Tedde (PdL)  |                | Stefano Lubrano (Ind.)  | 11.527      | 42,97                   | 12.622        | 55,90         | 15 / 24 |   |   |         |
| Oristano  | Oristano |                 | Angela Nonnis (RS) |                | Guido Tendas (PD)       | 6.627       | 35,61                   | 8.125         | 58,06         | 15 / 24 |   |   |         |

## Provincia di Cagliari

### Selargius
|                               | Gianfranco Cappai ✔️ Sindaco | 7 628                | 53,46 | Il Popolo della Libertà | 2 333  | 18,15 | 6  |  |  |
| Riformatori Sardi             | Gianfranco Cappai ✔️ Sindaco | 7 628                | 53,46 | 1 782                   | 13,86  | 4     |    |  |  |
| Unione di Centro              | Gianfranco Cappai ✔️ Sindaco | 7 628                | 53,46 | 1 318                   | 10,25  | 3     |    |  |  |
| Partito Sardo d'Azione        | Gianfranco Cappai ✔️ Sindaco | 7 628                | 53,46 | 639                     | 4,97   | 1     |    |  |  |
| Unione Democratica Sarda      | Gianfranco Cappai ✔️ Sindaco | 7 628                | 53,46 | 502                     | 3,91   | 1     |    |  |  |
| La Destra                     | Gianfranco Cappai ✔️ Sindaco | 7 628                | 53,46 | 334                     | 2,60   | –     |    |  |  |
|                               | Rita Corda                   | 6 641                | 46,54 | Partito Democratico     | 1 841  | 14,32 | 3  |  |  |
| Italia dei Valori             | Rita Corda                   | 6 641                | 46,54 | 1 178                   | 9,16   | 1     |    |  |  |
| Selargius per Rita Corda      | Rita Corda                   | 6 641                | 46,54 | 978                     | 7,61   | 1     |    |  |  |
| Selargius Futura              | Rita Corda                   | 6 641                | 46,54 | 671                     | 5,22   | 1     |    |  |  |
| Sinistra Ecologia Libertà     | Rita Corda                   | 6 641                | 46,54 | 642                     | 4,99   | 1     |    |  |  |
| Selargius in Movimento        | Rita Corda                   | 6 641                | 46,54 | 637                     | 4,96   | 1     |    |  |  |
| Seggio di coalizione          | Seggio di coalizione         | Seggio di coalizione | 46,54 | 1                       |        |       |    |  |  |
| Totale                        | Totale                       | 14 269               | 100   |                         | 12 855 | 100   | 24 |  |  |
|                               |                              |                      |       |                         |        |       |    |  |  |
| Fonte: Ministero dell'interno |                              |                      |       |                         |        |       |    |  |  |

## Provincia di Oristano

### Oristano
| Candidati                           | Candidati               | II turno             | II turno           | I turno | I turno | Liste                   | Voti   | %     | Seggi |
| Candidati                           | Candidati               | Voti                 | %                  | Voti    | %       | Liste                   | Voti   | %     | Seggi |
| ----------------------------------- | ----------------------- | -------------------- | ------------------ | ------- | ------- | ----------------------- | ------ | ----- | ----- |
|                                     | Guido Tendas ✔️ Sindaco | 8 125                | 58,06              | 6 627   | 35,61   | Partito Democratico     | 1 843  | 10,51 | 6     |
| Insieme con Tendas                  | Guido Tendas ✔️ Sindaco | 8 125                | 58,06              | 6 627   | 35,61   | 1 381                   | 7,87   | 5     |       |
| Noi Oristano                        | Guido Tendas ✔️ Sindaco | 8 125                | 58,06              | 6 627   | 35,61   | 813                     | 4,64   | 3     |       |
| Sinistra Ecologia Libertà           | Guido Tendas ✔️ Sindaco | 8 125                | 58,06              | 6 627   | 35,61   | 519                     | 2,96   | 1     |       |
| Federazione della Sinistra          | Guido Tendas ✔️ Sindaco | 8 125                | 58,06              | 6 627   | 35,61   | 247                     | 1,41   | –     |       |
| Unione Popolare Cristiana           | Guido Tendas ✔️ Sindaco | 8 125                | 58,06              | 6 627   | 35,61   | 240                     | 1,37   | –     |       |
| Italia dei Valori                   | Guido Tendas ✔️ Sindaco | 8 125                | 58,06              | 6 627   | 35,61   | 228                     | 1,30   | –     |       |
|                                     | Giuliano Uras           | 5 870                | 41,94              | 6 425   | 34,53   | Unione di Centro        | 2 280  | 13,00 | 2     |
| Oristano Bene Comune                | Giuliano Uras           | 5 870                | 41,94              | 6 425   | 34,53   | 1 236                   | 7,05   | 1     |       |
| Fortza Paris                        | Giuliano Uras           | 5 870                | 41,94              | 6 425   | 34,53   | 1 229                   | 7,01   | 1     |       |
| Futuro e Libertà per l'Italia - API | Giuliano Uras           | 5 870                | 41,94              | 6 425   | 34,53   | 786                     | 4,48   | 1     |       |
| Unione Democratica Sarda            | Giuliano Uras           | 5 870                | 41,94              | 6 425   | 34,53   | 692                     | 3,95   | –     |       |
| Partito Sardo d'Azione              | Giuliano Uras           | 5 870                | 41,94              | 6 425   | 34,53   | 496                     | 2,83   | –     |       |
| Le Frazioni le Borgate              | Giuliano Uras           | 5 870                | 41,94              | 6 425   | 34,53   | 465                     | 2,65   | –     |       |
| Rinnovamento Popolare Cristiano     | Giuliano Uras           | 5 870                | 41,94              | 6 425   | 34,53   | 388                     | 2,21   | –     |       |
| Seggio di coalizione                | Seggio di coalizione    | Seggio di coalizione | 41,94              | 6 425   | 34,53   | 1                       |        |       |       |
|                                     | Salvatore Ledda         | Salvatore Ledda      | Salvatore Ledda    | 2 344   | 12,60   | Riformatori Sardi       | 744    | 4,24  | 1     |
| Contro Corrente                     | Salvatore Ledda         | Salvatore Ledda      | Salvatore Ledda    | 2 344   | 12,60   | 628                     | 3,58   | –     |       |
| Idee Rinnovabili                    | Salvatore Ledda         | Salvatore Ledda      | Salvatore Ledda    | 2 344   | 12,60   | 594                     | 3,39   | –     |       |
| Patto Civico                        | Salvatore Ledda         | Salvatore Ledda      | Salvatore Ledda    | 2 344   | 12,60   | 263                     | 1,50   | –     |       |
| Seggio di coalizione                | Seggio di coalizione    | Seggio di coalizione | Salvatore Ledda    | 2 344   | 12,60   | 1                       |        |       |       |
|                                     | Andrea Lutzu            | Andrea Lutzu         | Andrea Lutzu       | 2 316   | 12,45   | Il Popolo della Libertà | 1 562  | 8,91  | –     |
| Adesso Oristano                     | Andrea Lutzu            | Andrea Lutzu         | Andrea Lutzu       | 2 316   | 12,45   | 329                     | 1,88   | –     |       |
| Seggio di coalizione                | Seggio di coalizione    | Seggio di coalizione | Andrea Lutzu       | 2 316   | 12,45   | 1                       |        |       |       |
|                                     | Pierluigi Annis         | Pierluigi Annis      | Pierluigi Annis    | 780     | 4,19    | Aristanis Noa           | 505    | 2,88  | –     |
|                                     | Francesco Porceddu      | Francesco Porceddu   | Francesco Porceddu | 117     | 0,63    | Forza Nuova             | 72     | 0,41  | –     |
| Totale                              | Totale                  | 13 995               | 100                | 18 609  | 100     |                         | 17 540 | 100   | 24    |
|                                     |                         |                      |                    |         |         |                         |        |       |       |
| Fonte: Ministero dell'interno       |                         |                      |                    |         |         |                         |        |       |       |

## Provincia di Sassari

### Alghero
| Candidati                     | Candidati                  | II turno             | II turno             | I turno | I turno | Liste                   | Voti   | %     | Seggi |
| Candidati                     | Candidati                  | Voti                 | %                    | Voti    | %       | Liste                   | Voti   | %     | Seggi |
| ----------------------------- | -------------------------- | -------------------- | -------------------- | ------- | ------- | ----------------------- | ------ | ----- | ----- |
|                               | Stefano Lubrano ✔️ Sindaco | 12 622               | 55,90                | 11 527  | 42,97   | Partito Democratico     | 4 575  | 17,78 | 7     |
| L'AlgueRosa                   | Stefano Lubrano ✔️ Sindaco | 12 622               | 55,90                | 11 527  | 42,97   | 2 227                   | 8,65   | 3     |       |
| Lista Lubrano                 | Stefano Lubrano ✔️ Sindaco | 12 622               | 55,90                | 11 527  | 42,97   | 2 031                   | 7,89   | 3     |       |
| C'è un'Alghero Migliore       | Stefano Lubrano ✔️ Sindaco | 12 622               | 55,90                | 11 527  | 42,97   | 1 391                   | 5,41   | 2     |       |
| Italia dei Valori             | Stefano Lubrano ✔️ Sindaco | 12 622               | 55,90                | 11 527  | 42,97   | 409                     | 1,59   | –     |       |
| Unione Popolare Cristiana     | Stefano Lubrano ✔️ Sindaco | 12 622               | 55,90                | 11 527  | 42,97   | 333                     | 1,29   | –     |       |
|                               | Francesco Marinaro         | 9 958                | 44,10                | 11 900  | 44,36   | Il Popolo della Libertà | 4 628  | 17,99 | 3     |
| Unione di Centro              | Francesco Marinaro         | 9 958                | 44,10                | 11 900  | 44,36   | 3 005                   | 11,68  | 2     |       |
| Riformatori Sardi             | Francesco Marinaro         | 9 958                | 44,10                | 11 900  | 44,36   | 2 014                   | 7,83   | 1     |       |
| Partito Sardo d'Azione        | Francesco Marinaro         | 9 958                | 44,10                | 11 900  | 44,36   | 1 178                   | 4,58   | 1     |       |
| Alghero per Te                | Francesco Marinaro         | 9 958                | 44,10                | 11 900  | 44,36   | 1 174                   | 4,56   | 1     |       |
| Futuro e Libertà per l'Italia | Francesco Marinaro         | 9 958                | 44,10                | 11 900  | 44,36   | 781                     | 3,04   | –     |       |
| Seggio di coalizione          | Seggio di coalizione       | Seggio di coalizione | 44,10                | 11 900  | 44,36   | 1                       |        |       |       |
|                               | Giorgia Distefano          | Giorgia Distefano    | Giorgia Distefano    | 2 529   | 9,43    | Movimento 5 Stelle      | 1 407  | 5,47  | –     |
|                               | Maria Grazia Salaris       | Maria Grazia Salaris | Maria Grazia Salaris | 867     | 3,23    | Diversamente Alghero    | 349    | 1,36  | –     |
| Alleanza per l'Italia         | Maria Grazia Salaris       | Maria Grazia Salaris | Maria Grazia Salaris | 867     | 3,23    | 230                     | 0,89   | –     |       |
| Totale                        | Totale                     | 22 580               | 100                  | 26 823  | 100     |                         | 25 732 | 100   | 24    |
|                               |                            |                      |                      |         |         |                         |        |       |       |
| Fonte: Ministero dell'interno |                            |                      |                      |         |         |                         |        |       |       |